# Pat Hartigan
Pat Hartigan (21 de dezembro de 1881 — 8 de maio de 1951) foi um ator e diretor de cinema norte-americano. Ele apareceu em 72 filmes entre 1909 e 1940. Também dirigiu 14 filmes entre 1911 e 1919.